# 율리 쇠드링
율리 베베르 쇠드링(덴마크어: Julie Weber Sødring, 결혼 이전의 성(姓): 로셍킬레(Rosenkilde), 1823년 7월 19일 코펜하겐 ~ 1894년 4월 27일 코펜하겐)은 덴마크의 배우이다.
배우인 크리스티안 니만 로셍킬레(Christian Niemann Rosenkilde)의 딸로 태어났으며 연극에서 아내, 어머니, 처녀 역할을 맡았다.